# 진 무후
진 무후(晉武侯)는 중국 서주 시대 진나라의 제3대 임금이다. 이름은 영족(寧族)이다.
아버지 진후 (희진)의 뒤를 이어 진후가 되었으며, 아들 복인(服人)이 그 뒤를 이어 진 성후가 되었다.